# 9605 A Coruña
9605 A Coruña este o planetă minoră (asteroid) din centura de asteroizi. A fost descoperită pe 11 ianuarie 1992 la Observatorio Astronómico Nacional de Llano del Hato⁠(d) de Orlando Antonio Naranjo Villarroel⁠(d) și a fost numită după A Coruña. 
Obiectul prezintă o orbită caracterizată de o semiaxă mare de 2,4138729 UAi, o excentricitate de 0,18, o înclinație de 2,68269 ° în raport cu ecliptica.